# Pholeomyia obscura
Pholeomyia obscura är en tvåvingeart som beskrevs av Curtis W. Sabrosky 1959. Pholeomyia obscura ingår i släktet Pholeomyia och familjen sprickflugor.
Artens utbredningsområde är Texas. Inga underarter finns listade i Catalogue of Life.